# Knesselare
Knesselare là một đô thị ở tỉnh Oost-Vlaanderen. Đô thị này bao gồm các thị xã Knesselare và Ursel. Tại thời điểm ngày 1 tháng 1 năm  2006 Knesselare có tổng dân số 7.885 người. Tổng diện tích là 37,27 km² với mật độ dân số là 212 người trên mỗi km².
Tên gọi của đô xuất phát từ các từ tiếng Giéc manh "klisse" (rau, cỏ) và "laar", (một loại khu vực cây bụi) .